# Institut de géographie alpine
Pour les articles homonymes, voir Institut de géographie (homonymie) et IGA.
Depuis 1er septembre 2017, l'Institut de Géographie Alpine (IGA) a fusionné avec l'Institut d'urbanisme de Grenoble (IUG) pour devenir l'Institut d'Urbanisme et de Géographie Alpine (IUGA). L'adresse est le 14-14bis avenue Marie-Reynoard à Grenoble.
L’institut se situe à la « Cité des territoires » et affiche depuis peu des partenariats avec l'École nationale supérieure d'architecture de Grenoble (ENSAG) située dans le même quartier.

## Historique

### Création
L’institut de Géographie alpine est fondé en 1907 par Raoul Blanchard, un géographe français, spécialisé dans l’étude des Alpes et de la Géographie du Québec. L’institut est, dès lors installé au centre de la ville de Grenoble, dans les anciens locaux de l'Évêché qui deviendront en 1998 le musée de l'Ancien Évêché.

### Bâtiment du Rabot

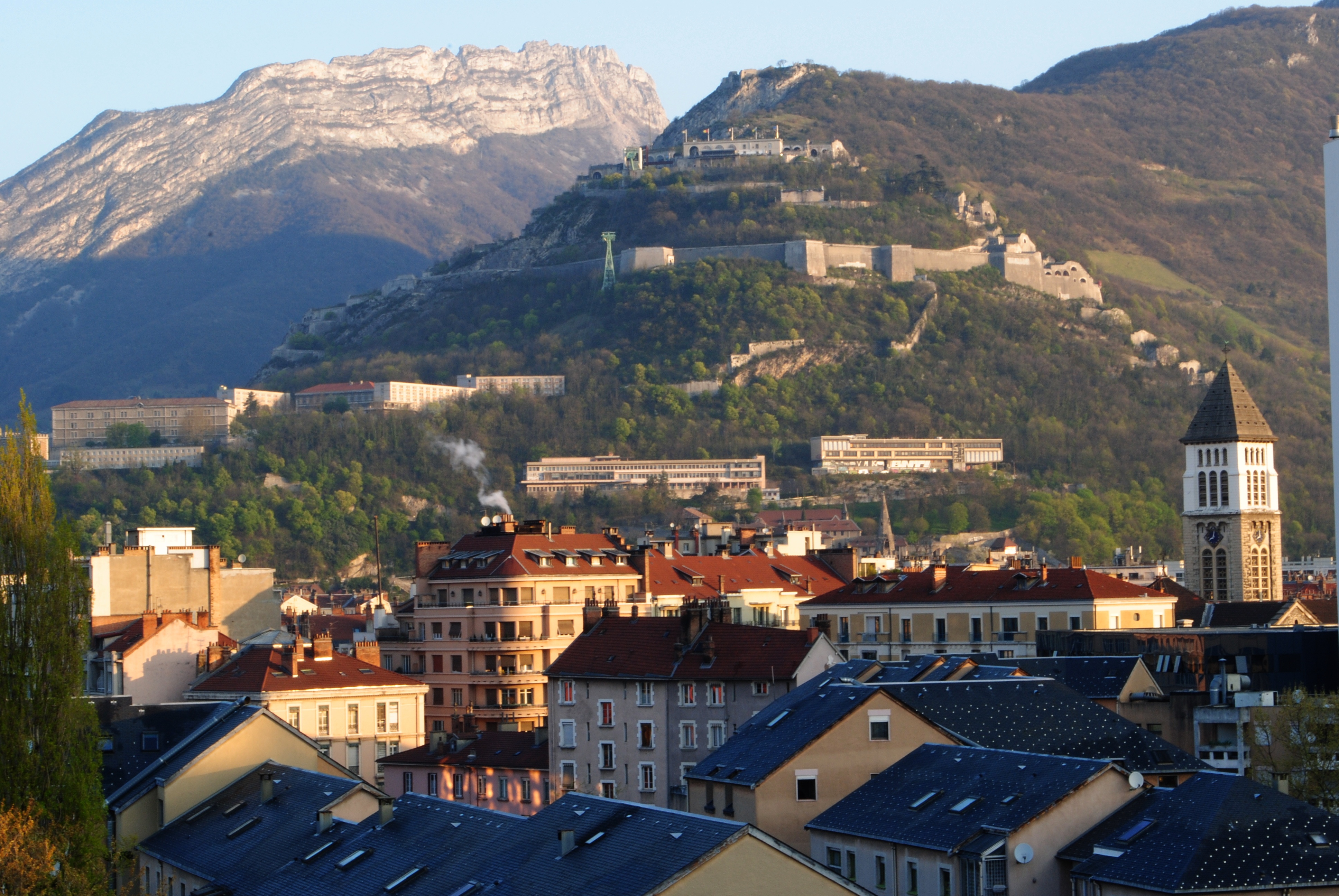
La Bastille de Grenoble sur le massif montagneux de la Chartreuse, avec au centre, les anciens bâtiments universitaires du Rabot et la résidence étudiante du même nom.

Dans les années 1960, lors du développement des études universitaires, l’institut déménage sur la colline de la Bastille, plus précisément au Rabot, au 17 rue Maurice-Gignoux, dans un batiment neuf adjacent à celui de l’Institut Dolomieu (géologie).
Puis en 2001, les bâtiments de l’institut étant jugés trop vétustes et en vue d’un rapprochement entre la géographie et l’aménagement / urbanisme, l’institut déménage dans de nouveaux locaux à la Cité des territoires.
Le bâtiment du Rabot a été acheté par un promoteur privé à la suite d'un appel d'offres de l'État en 2011. Le 28 janvier 2013, l'immeuble est déclaré en état d'abandon manifeste par le Conseil municipal : poubelles incendiées, débris de verre, tags, et squats successifs, devenant un lieu de non-droit et libre d'accès. En juin 2016, avec la vente aux enchères du bâtiment voisin par l'université, le projet d'une résidence hôtelière de luxe est lancé pour cet édifice.

## Enseignements proposés
Pôle de recherche et d'enseignement en matière de géographie, l'IGA prépare ses étudiants aux métiers du développement territorial, de l'environnement et de l'information territoriale (SIG, Cartographie). L'Institut prépare aux études en vue de l'obtention des niveaux Licence 3 en géographie et aménagement réalisé en partenariat avec l’IUG. Il offre également des formations niveau Bac+4/Bac+5 dans le cadre du Master Sciences du Territoire, dont plusieurs spécialités :
- Licence Géographie et Aménagement, avec les parcours : aménagement du territoire, espaces et sociétés, environnement et urbanisme.
- Masters Sciences Du Territoire, avec les spécialités suivantes : (P) finalité professionnelle, (R) finalité recherche
  - Master SDT spéc. IDT [5] (P) (3 parcours: Animation, Stratégie et Géomatique),
  - Master SDT spéc. (ITER) Innovation et Territoire (R),
  - Master SDT spéc. Tourisme Durable et Développement Territorial (R),
  - Master SDT spéc. STADE (Systèmes Territoriaux, Développement Durable, Aide à la décision)[6] (R et P ; parcours R effectué en réseau rhonalpin).

## Recherche
Elle héberge un laboratoire : le Laboratoire Pacte regroupant environ 120 chercheurs et enseignants-chercheurs, 60 chercheurs associés et 160 doctorants. Cependant, certains enseignants-chercheurs sont membres d'autres laboratoires, c'est le cas pour deux chercheurs membres du Laboratoire d'étude des transferts en hydrologie et environnement, d'un chercheur du Laboratoire Espace d'Avignon et deux chercheurs du Laboratoire d'informatique de Grenoble. L'Institut héberge également l'une des plus anciennes revues de géographie française : la Revue de géographie alpine ainsi que Montagnes Méditerranéennes - Revue du Développement Territorial.